# 5月4日 (旧暦)
旧暦5月4日（きゅうれきごがつよっか）は、旧暦5月の4日目である。六曜は友引である。

## できごと
- 元慶2年（ユリウス暦878年6月9日） - 藤原保則が陸奥の蝦夷平定に出発[要出典]
- 元亀3年（ユリウス暦1572年6月14日） - 島津義弘が真幸院にて伊東軍3,000を300の寡兵で破る（木崎原の戦い）
- 慶長2年（グレゴリオ暦1597年6月18日） - 伏見城天守が完成し豊臣秀吉・秀頼らが移る

## 誕生日
- 享保8年（グレゴリオ暦1723年6月6日） - 池大雅、南画家（+ 1776年）
- 天保14年（グレゴリオ暦1843年6月1日） - 西郷従道、軍人・西郷隆盛の弟（+ 1902年）

## 忌日
- 天文19年（ユリウス暦1550年5月20日） - 足利義晴、室町幕府12代将軍（* 1511年）

## 記念日・年中行事
- ユッカヌヒー（沖縄県） - 各地でハーリーが行われる。また、古くは子供の成長を願い玩具を買い与えた。「ユッカヌヒー」は「四日の日」の意味[1]。
  - 那覇ハーリー
  - 糸満ハーレー